# Barrage de Demirköprü
Le barrage de Demirköprü est un barrage en Turquie.

## Sources
- (en) www.dsi.gov.tr/tricold/demirkop.htm Site de l'agence gouvernementale turque des travaux hydrauliques